# Kumamoto
Kumamoto (熊本市 Kumamoto-shi) er en by i Japan. Byen ligger på vestkysten af øen Kyushu. Den har 738.385(2021) indbyggere og ligger i præfekturet Kumamoto. I byen ligger Kumamoto-borgen.